# Helmut Reiser
Helmut Reiser (* 9. September 1942 in Würzburg; † 23. November 2024) war ein deutscher Pädagoge und Hochschullehrer für Sonderpädagogik der Universität Hannover.

## Leben
Helmut Reiser studierte mehrere Lehramtsstudiengänge und schloss diese mit Staatsexamen für Grundschulen, Hauptschulen, Realschulen und Sonderschulen ab, während er halbtags in der offenen Jugendarbeit und Heimerziehung arbeitete. Von 1966 bis 1970 war er Lehrer an einer Heimsonderschule für Verhaltensgestörte, deren Jugendhilfe- und Therapieabteilung unter der Leitung des Psychoanalytikers und Professors Aloys Lebers stand. Ab 1970 war er wissenschaftlicher Assistent des Frankfurter Universitätsprofessors für Sozialpädagogik und Jugendrecht Berthold Simonsohn. 1972 promovierte er in Frankfurt, ab 1973 war er dort als Professor tätig. Später erhielt er einen Ruf an das Institut für Sonderpädagogik der Universität Hannover. Dort lehrte er von 1996 bis 2007.
Reiser beschäftigte sich insbesondere mit Pädagogik bei Verhaltensstörungen und mit schulischer Erziehungshilfe. Er arbeitete auch mit der Methode der Themenzentrierten Interaktion (TZI).
Reiser lebte in Wunstorf.

## Schriften
- Pädagogische Grundlagen. In: Mina Schneider-Landolf, Jochen Spielmann und Walter Zitterbarth (Hg.)(1994): Handbuch themenzentrierte Interaktion (TZI). Mit 3 Tabellen. Göttingen: Vandenhoeck & Ruprecht, S. 43–47.